# Xinge
Xinge – miasto w Angoli, w prowincji Lunda Północna.